# ジョー・バレンタイン
ジョセフ・ジョン・バレンタイン（Joseph John "Joe" Valentine , 1979年12月24日 - ）は、アメリカ合衆国ネバダ州ラスベガス出身のプロ野球選手（投手）。2007年は、中日ドラゴンズに在籍した。

## 来歴
1999年にシカゴ・ホワイトソックスにドラフト26巡目で指名される。2001年12月にルール・ファイブ・ドラフトにより、モントリオール・エクスポスに指名され移籍するが、即日デトロイト・タイガースへトレードされ、2002年の開幕早々にはホワイトソックスへ復帰。
オークランド・アスレチックスを経て、2003年シーズン途中にシンシナティ・レッズへ移籍し、メジャー初登板。同チームには2005年まで所属し、3年間で42試合2勝4敗4セーブ、防御率6.70の成績を残す。フリーエージェントとなり2006年にヒューストン・アストロズへ移籍、傘下の3Aラウンドロック・エクスプレスでプレーしたが6月に解雇された。7月にミルウォーキー・ブルワーズと契約したがオフにフリーエージェントとなった。
2006年11月中旬にドミニカウィンターリーグを視察した森繁和バッテリーチーフコーチの目に留まり、2007年1月に中日ドラゴンズへ入団。首脳陣からは岩瀬仁紀の前を投げるかつての平井正史のようなセットアッパーの役割を期待されていたが、肘の故障もあり、2軍でも9試合で1敗1セーブ、防御率5.23と不振だった。同時期に育成選手として契約していたラファエル・クルスが好調で支配下契約に移行したかったこともあり、1軍登板のないまま6月8日に解雇、14日に自由契約となった。
中日から解雇された後は、アメリカ独立リーグ、アトランティックリーグに加盟するロングアイランド・ダックスでプレー。2008年5月には、フィラデルフィア・フィリーズ傘下の2Aレディング・フィリーズと契約するも6月に解雇。再びダックスと契約したが、同年8月4日、レッズ傘下の2Aチャタヌーガ・ルックアウツに入団している。オフに再び解雇され、ダックスと契約し2年間プレー。2010年にはリーガ・メヒカーナ・デ・ベイスボルでもプレーした。

## プレースタイル
最速157km/hのストレートとチェンジアップが武器。他にもスライダー・カットボールを持つ。

## 詳細情報

### 年度別成績
| 年 度     | 球 団     | 登 板 | 先 発 | 完 投 | 完 封 | 無 四 球 | 勝 利 | 敗 戦 | セ 丨 ブ | ホ 丨 ル ド | 勝 率 | 打 者 | 投 球 回 | 被 安 打 | 被 本 塁 打 | 与 四 球 | 敬 遠 | 与 死 球 | 奪 三 振 | 暴 投 | ボ 丨 ク | 失 点 | 自 責 点 | 防 御 率 | W H I P |
| --------- | --------- | ----- | ----- | ----- | ----- | -------- | ----- | ----- | -------- | ----------- | ----- | ----- | -------- | -------- | ----------- | -------- | ----- | -------- | -------- | ----- | -------- | ----- | -------- | -------- | ------- |
| 2003      | CIN       | 2     | 0     | 0     | 0     | 0        | 0     | 0     | 0        | 0           | ----  | 12    | 2.0      | 5        | 1           | 1        | 0     | 0        | 1        | 0     | 0        | 4     | 4        | 18.00    | 3.00    |
| 2004      | CIN       | 24    | 1     | 0     | 0     | 0        | 2     | 3     | 4        | 5           | .400  | 136   | 29.1     | 23       | 4           | 25       | 1     | 2        | 29       | 2     | 0        | 18    | 17       | 5.22     | 1.64    |
| 2005      | CIN       | 16    | 0     | 0     | 0     | 0        | 0     | 1     | 0        | 2           | .000  | 76    | 14.1     | 18       | 4           | 11       | 0     | 2        | 9        | 1     | 0        | 15    | 13       | 8.16     | 2.02    |
| 通算：3年 | 通算：3年 | 42    | 1     | 0     | 0     | 0        | 2     | 4     | 4        | 7           | .333  | 224   | 45.2     | 46       | 9           | 37       | 1     | 4        | 39       | 3     | 0        | 37    | 34       | 6.70     | 1.82    |

### 背番号
- 4（2007年）